# No Good Advice
«No Good Advice»  —en español: «ningún buen consejo»— es una canción del grupo pop británico Girls Aloud, salida de su álbum debut  Sound Of The Underground (2003). La canción fue escrita por Lene Nystrøm (cantante del grupo Aqua), Cooper Miranda, Higgins Brian y su equipo de producción Xenomania, producida por Higgins y Xenomania.
La canción cuenta con temas de la rebelión, adolescente. El sencillo salió cinco meses después del anterior sencillo Sound of the Underground en mayo de 2003 y al igual que el sencillo anterior obtuvo gran acogida del público británico.
Tanto la canción como el vídeo tiene grandes influencias de la década de 1980 con sus trajes plateados y un sonido disco con guitarra, la canción obtuvo buenas críticas de la prensa y la crítica, denominándola como digna sucesora del sencillo anterior además se elogió la producción de Higgins.

## Antecedentes y composición
La canción fue descrita como un sonido disco con guitarra siendo una mezcla entre Blondie y The Bangles. La canción fue escrita en la tonalidad de la A menor. Las progresiones de acordes varían a lo largo de la canción, pero los acordes son diferentes Am, C, E, A, Em, D y G Tras la típica forma de verso-estribillo, la canción se compone de un verso seguido de un puente y estribillo. En lugar de un medio 8, hay un solo de guitarra en su lugar. La canción termina con una coda hablada.
Originalmente escrito por Miranda Cooper, bajo el seudónimo de Moonbaby, "No Good Advice" es trata de una chica rebelde que no necesita "ningún buen consejo", y hace las cosas de forma independiente. Sin embargo, de acuerdo a una entrevista para The Guardian en julio de 2004, Brian Higgins, dijo que la canción refleja su estado de ánimo general de fracaso después de un acuerdo especial entre Xenomania y ella al desplomarse London Records en el año 2000, y acerca de la persistencia, sin importar lo que la gente le dijo que hacer o no hacer.  El coro de la canción se inició de la frase "I don't like fried rice"— En español: «"No me gusta el arroz frito"».— "No Good Advice" fue probada en varios artistas de Xenomania hasta que final mente se decidieron por Girls Aloud aunque a estas no les gusto al inicio. La canción tiene gran influencia del indie rock, según  Higgins "la música pop estaba en la parte posterior de la música indie cuando estaba punto de subir [...]" tanto así que el riff de guitarra de No Good Advice es muy similar al riff de la canción de  Michael de Franz Ferdinand.
Brian Higgins dijo que a Girls Aloud no le gusto la canción - "jugamos contra ellas y dijeron: '. Ese no es nuestro sonido" Yo me opuse a la utilización de esa frase "nuestro sonido". Les dije que tenía cinco minutos para hablar de si querían o no seguir conmigo. Ellas y su equipo se fueron, hablaron de ella y desde entonces hemos estado bien. Vienen para trabajar,  hay una confianza, que creo yo, se remonta a ese día.

## Lanzamiento
A Girls Aloud le tomo 5 meses sacar su segundo sencillo, Según Nadine Coyle en una entrevista con The Lipster dijo " Estábamos en el #1 por un mes consecutivo, nos reunimos con un grupo de productores eligiendo todo el material, sabíamos que este segundo sencillo podía o seguir alimentando nuestras carrera o simplemente despedirnos de ellas" Kimberley Walsh agregó "Sabíamos que era lo bastante fuerte para volver con ella". Además de eso Girls Aloud cambio ciertas cosas del demo original ya que la canción contenía palabras groseras. Sin embargo líneas con palabras fuertes se mantuvieron como  "Here I am / Dirty hands, I don't give a damn" —en español: «"Aquí estoy, con mis manos sucias, me importa un bledo"».— En el Álbum recopilatorio The Sound of Girls Aloud, salió al público una versión más explícita donde la línea "shut your mouth because it might show" —en español: «"Cierra la boca que puedes mostrar "».— es cambiada por "shut your mouth because your shit might show".—en español: «"Cierra la boca que puedes mostrar tu mierda"».—Mientras que en el inglés boxset del 2009 muestran otros demos de la canción.
La canción fue lanzada como Sencillo en CD, con un lado B llamado "On a Round" La cual obtuvo un cover de Jolin Tsai en 2008. El f CD también incluye Dreadzone Vocal Mix of "No Good Advice".

## Recepción
"No Good Advice", recibió en general respuestas positivas por parte de la crítica musical. Mientras que en un revisión de la BBC describió la canción como "mejor que cualquier otra cosa [...] en las listas." a diferencia de otras canciones que intentan ser un hit de vanguardia" teniendo mucho sonido de la década de 1980's La Crítica aseguró que era tan bueno como su predecesor Sound of the Underground.  Aunque no todos fue buenos comentarios Tourdates.co.uk dijo que la canción es solo ejemplo, de que Girls Aloud toma sonidos existentes para asegurar su éxito comparada con la canción de The Knack "My Sharona".
En 2003, la canción ganó el Popjustice £ 20 Music Prize, un premio anual otorgado por un panel de jueces organizados por la página web musical Popjustice. como mejor sencillo pop británico del 2003. El fundador de PopJustice Peter Robinson escribió que la canción "estableció un motivo que se sature a Girls Aloud serie de sencillos posteriores:. un deseo impredecible y triunfante deseoso de empujar y tirar la banda en emocionantes nuevas direcciones"

### Desempeño comercial
"No Good Advice" debutó en el número dos en el UK Singles Chart, en la segunda semana callo al número 5  y las siguientes dos semanas se mantuvo en el top 20 en los números 11 y 17 respectivamente. Luego se mantuvo en el top 40 en las siguientes 6 semanas y en el top 75 por 8 semanas vendiendo más de 105.000 copias. "No Good Advice", sufrió un destino similar en la lista de sencillos de Irlanda, alcanzando el número dos detrás del finalista de Eurovisión Mickey Joe Harte luego Pasó tres semanas consecutivas en el número tres, detrás de Harte y R. Kelly En las cuarta semana la canción cayo al puesto siete y paso cuatro semanas más en el top 20 It spent four further weeks in the top twenty. La canción también en las listas de  Bélgica y Holanda, en los puestos 45 y 26, respectivamente.

## Vídeo musical
El video de "No Good Advice" fue dirigido por Phil Griffin, quien previamente dirigió "Sound of the Underground" y posteriormente dirigió  "Life Got Cold". El vídeo cuenta con las 5 chicas vestidas en un traje metálico el mismo que utilizan en la portada de su álbum Sound of the Underground, El vídeo empieza con un carro estacionado al lado de una cabina telefónica, con unas luces rosadas al fondo, las chicas aparecen como hologramas y aparecen y desaparecen en el cuadro a su vez aparece una banda de chicos tocando instrumentos con los cuales ellas coquetean, cada una tiene una escena por separado y hay una escena de las chicas juntas haciendo una coreografía con unos panderos. Las dos últimas escenas se entremezclan con luces de neón y efectos especiales de animación en el fondo, terminando finalmente con una escena de explosión.

## Formatos y remixes
| UK CD (Polydor / 0965747) 1. «No Good Advice» — 3:48 2. «On a Round» (Karen Poole, H. Korpi, M. Johansson) — 2:45 3. «No Good Advice» (Dreadzone Vocal Mix) — 6:53 4. «No Good Advice» (Video) — 3:46 UK DVD (Polydor / 0965749) 1. «No Good Advice» (Audio) — 3:43 2. «Sound of the Underground» (Video) — 3:46 3. «No Good Advice» (Photo Gallery) 4. «No Good Advice» (Behind-The-Scenes Footage) — 2:00 | The Singles Boxset (CD2) 1. «No Good Advice» — 3:48 2. «On a Round» — 2:45 3. «No Good Advice» (Dreadzone Vocal Mix) — 6:53 4. «No Good Advice» (Doublefunk Dub Mix) — 7:12 5. «No Good Advice» (Parental Advisory Version) — 3:48 6. «No Good Advice» (Flip & Fill Remix) — 5:24 7. «No Good Advice» (Video) — 3:46 8. «Sound of the Underground» (Video) — 3:46 9. «No Good Advice» (Photo Gallery) 10. «No Good Advice» (Behind The Scenes Footage) — 2:00 |